# Cheniseo
Cheniseo és un gènere d'aranyes araneomorfes de la subfamília Erigoninae, dins de la família Linyphiidae.
Fou descrit per primera vegada per S. C. Bishop i C. R. Crosby l'any 1935.
Es poden trobar a l'Amèrica del Nord.

## Llista d'espècies
Segons The World Spider Catalog 12.0:
- Cheniseo fabulosa Bishop & Crosby, 1935 (Espècie tipus)
- Cheniseo faceta Bishop & Crosby, 1935
- Cheniseo recurvata (Banks, 1900)
- Cheniseo sphagnicultor Bishop & Crosby, 1935